# Emirli
Emirli (azerbajdzjanska: Əmirli) är en ort i Azerbajdzjan.   Den ligger i distriktet Bərdə Rayonu, i den centrala delen av landet, 230 km väster om huvudstaden Baku. Emirli ligger 88 meter över havet och antalet invånare är 1 762.
Terrängen runt Emirli är platt. Närmaste större samhälle är Quzanlı, 6,8 km söder om Emirli.
Trakten runt Emirli består till största delen av jordbruksmark. Runt Emirli är det ganska tätbefolkat, med 134 invånare per kvadratkilometer.